# Centrophasma longipennis
Centrophasma longipennis är en insektsart som först beskrevs av Günther 1944.  Centrophasma longipennis ingår i släktet Centrophasma och familjen Diapheromeridae. Inga underarter finns listade i Catalogue of Life.